# 新奥尔良腌料

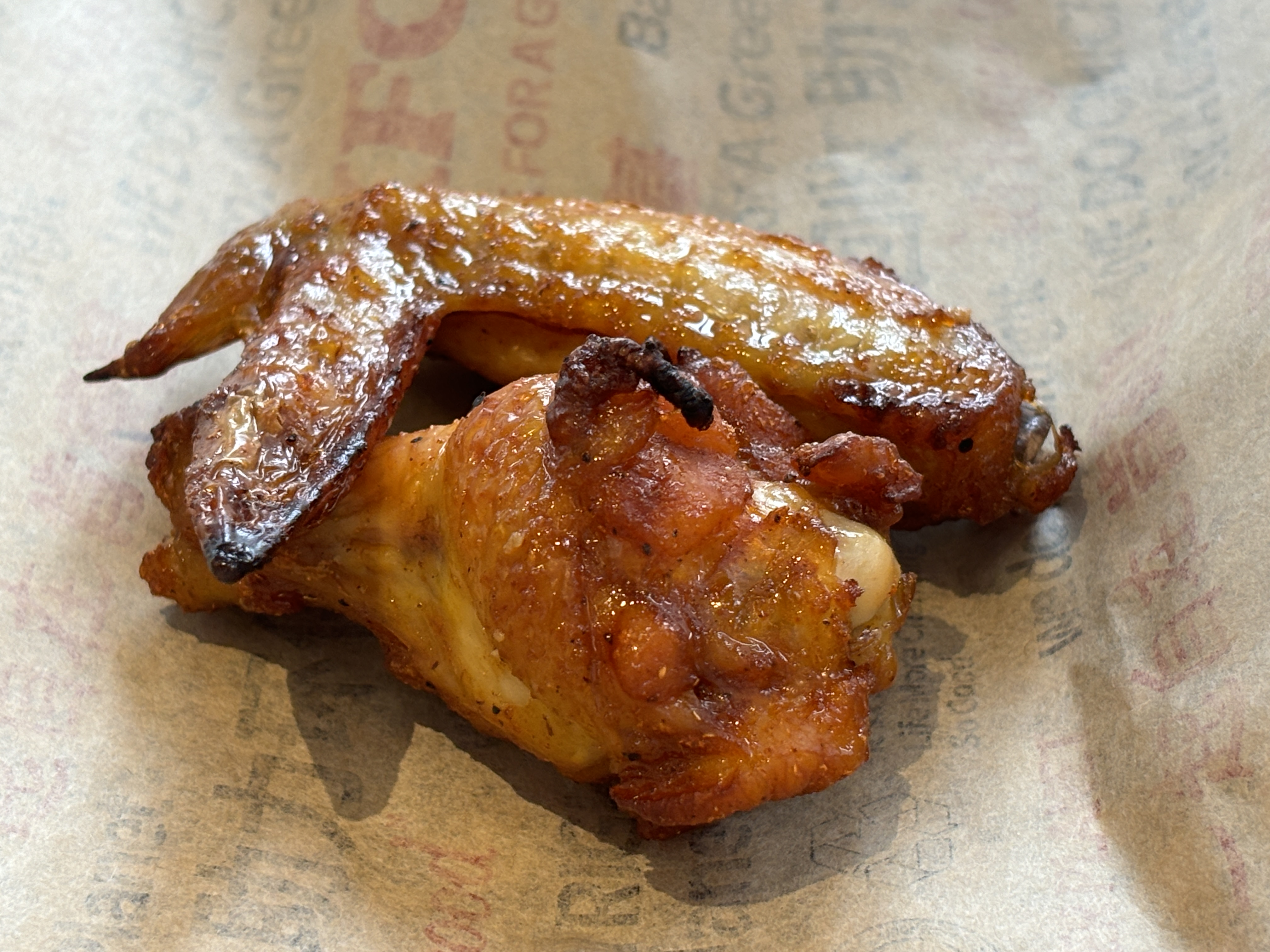
肯德基的“新奥尔良烤翅”。一般认为中国的“新奥尔良风味”烤鸡或炸鸡即起源于此。

新奥尔良腌料是一种起源于中国的调味料，一般用于制作炸鸡或烤鸡。

## 简介
一般认为新奥尔良腌料与美国的新奥尔良或法国的奥尔良无关，而是起源于中国的肯德基餐厅。2003年，肯德基在中国推出了“新奥尔良烤翅”，这是肯德基第一款非油炸鸡肉产品。
尽管肯德基的“新奥尔良风味”腌料配方一直未有公布，但不少食品业者随后开发出了味道类似的炸鸡或烤鸡腌料，一般含有糖或蜂蜜、大蒜粉、洋葱粉、植物油、辣椒粉及其他香辛料，味道辣中带甜，与源自美国路易斯安那州且更为辛辣浓郁的卡津菜调味料有所区别。